# Ukraïnka (Simferòpol)
|  | Per a altres significats, vegeu «Ukraïnka». |

Ukraïnka (en ucraïnès: Українка i rus: Украинка) és un poble de la República Autònoma de Crimea a Ucraïna, que el 2021 tenia 3.357 habitants. Pertany al districte de Simferòpol.